# Gold Beach
Gold Beach var kodnamnet för den mittersta landstigningsplatsen i invasionen av Normandie den 6 juni 1944 under andra världskriget.
Stranden var 8 km bred och låg mellan Omaha Beach och Juno Beach. Den var indelad i fyra sektorer från väst till öst: How, Item, Jig och King.
Brittiska 50th (Northumbrian) Infantry Division under generalmajor D.A.H. Graham och 8th Armoured Brigade båda ur XXX Corps tillhörande, British Second Army, under generallöjtnant Miles Dempsey hade till uppgift att inta stranden och sedan fortsätta till det franska samhället Bayeux. Målet var även att ta vägen mellan Caen och Bayeux och hamnen i Arromanches och om möjligt även försöka få kontakt med de amerikanska trupperna vid Omaha Beach i väst, samt de kanadensiska vid Juno Beach i öst. Tyskarna hade positionerat 716. divisionen under ledning av generallöjtnant Wilhelm Richter samt enheter från 1. bataljonen, 352. divisionen, under generallöjtnant Dietrich Kraiss som försvar av området.
Landsättningen vid Gold Beach inleddes klockan 07.25. Hårt motstånd rapporterades till en början, men när de brittiska soldaterna brutit genom den tyska linjen sjönk förlustsiffran. Totalt led den brittiska invasionsstyrkan vid Gold Beach ca 500 förluster, vilket var mycket mindre än vid de mycket hårda striderna på Omaha Beach.
Vid midnatt 6 juni 1944 hade 24 970 brittiska soldater landsatts på Gold Beach och forcerat ca 10 km inåt landet. De lyckades få kontakt med de kanadensiska styrkorna från Juno Beach men misslyckades med att inta Caen-Bayeux-vägen eller få kontakt med de amerikanska styrkorna från Omaha Beach.
Än i dag kallas den åtta km långa strandremsan från D-dagen för Gold Beach.

## Bombardemang
För eldunderstöd till invasionsstyrkan så förfogade man över fyra lätta kryssare HMS Ajax HMS Argonaut HMS Emerald HMS Orion den nederländska kanonbåten Hr.Ms. Flores samt 13 jagare. Ajax och Argonaut angrepp och tystade kustartilleribatteriet MKB Longues som med sina fyra fartygskanoner 15 cm SK C/28 i betongbunkrar antogs vara ett stort hot mot landstigningsfartygen på väg mot Omaha Beach och Gold Beach.